# Oenothera acerviphila
Oenothera acerviphila är en dunörtsväxtart som beskrevs av Rostanski. Oenothera acerviphila ingår i släktet nattljussläktet, och familjen dunörtsväxter. Inga underarter finns listade i Catalogue of Life.